# تريعات
تريعات بلدية تابعة لدائرة برحال بولاية عنابة الجزائرية.

## الموقع الجغرافي
تقع في الجهة الغربية من ولاية عنابة يقطنها حوالي 8000 نسمة